# Kurman-Ali Kurdżyjew
Kurman-Ali Alijewicz Kurdżyjew (ros. Курман-Али Алиевич Курджиев, ur. 12 czerwca 1884 w miejscowości Kamiennomost w obwodzie terskim, zm. 7 października 1937) – radziecki polityk i wojskowy narodowości karaczajewskiej.

## Życiorys
Od 1900 kształcił się w Kubańskim Seminarium Nauczycielskim, od 1918 był kierownikiem szkoły w obwodzie terskim, następnie przewodniczącym komitetu rewolucyjnego w Kamiennomoście, potem przewodniczącym biura politycznego i kierownikiem inspekcji robotniczo-chłopskiej. Należał do RKP(b), od grudnia 1922 do maja 1926 był przewodniczącym Komitetu Wykonawczego Obwodowej Rady Karaczajo-Czerkieskiego Obwodu Autonomicznego, 1927-1928 przewodniczącym Komitetu Wykonawczego Obwodowej Rady Karaczajewskiego Obwodu Autonomicznego i członkiem Narady Wojskowo-Politycznej Armii Czerwonej, a od 1934 do 12 czerwca 1936 ponownie przewodniczącym Komitetu Wykonawczego Obwodowej Rady Karaczajewskiego Obwodu Autonomicznego. Miał stopień majora Armii Czerwonej. 21 lutego 1933 został odznaczony Orderem Czerwonego Sztandaru.
23 czerwca 1937 został aresztowany, 7 października 1937 skazany na śmierć przez Wojskowe Kolegium Sądu Najwyższego ZSRR pod zarzutem organizacji kontrrewolucyjnego powstania na terytorium byłego Karaczajewskiego Obwodu Autonomicznego i rozstrzelany. Jego prochy złożono na Cmentarzu Dońskim. 11 maja 1957 został pośmiertnie zrehabilitowany.